# Flughafen Zweibrücken
Flughafen Zweibrücken, også benævnt RCAF Station Zweibrücken, Zweibrücken Air Base, Zweibrücken Airport (IATA: ZQW, ICAO: EDRZ), er en regional lufthavn, 4 km syd for byen Zweibrücken i delstaten Rheinland-Pfalz, Tyskland. I 2010 blev der ekspederet 264.247 passagerer.
Fra 1953 til 1991 var området en NATO luftbase under ledelse af Canada (1953-1969) og USA (1969-1991).

## Militær historie

### Etablering
Opførelsen af Zweibrücken Air Base blev startet i 1950 med hjælp fra det franske luftvåben, Armée de l'Air og den franske hær, Armée de terre. Tyske bygningsarbejdere færdiggjorde sent i 1952 etableringen af hele området. Projektet var finansieret af US Air Force og var en del af NATO's oprustning i Vesttyskland.

### Canada (1953-1969)
6. januar 1953 overtog "3rd Wing" fra Royal Canadian Air Force (RCAF) kommandoen og omdøbte stedet til RCAF Station Zweibrücken. Canadierne havde kontrollen i over 16 år.
Tre canadiske eskadriller kom med deres F-86 Sabre fly i 1953. I 1957 blev en af disse afløst af en anden der bestod af Avro Canada CF-100 fly, ligesom deres træningsfly T-33 Shooting Star en overgang blev udstationeret her.
I 1959 vedtog Canada en ny og kontroversiel rolle da de tilsluttede sig NATO's doktrin om "begrænset atomkrig" (en:"limited nuclear warfare"). De begyndte at modificere deres nye CF-104 Starfighter jetfly, som var en ombygget udgave af det amerikanske F-104 Starfighter fly. På grund af Starfighteren forlængede man landingsbanen fra 2400 til 2950 meter. 2 af disse fly var altid bevæbnet med kernevåben og placeret på et stærkt bevogtet område af basen. Selvom flyene var canadiske tilhørte bomberne USA, og det var også US Air Force der havde kommandoen over fly og våben. Flyene var altid klar til at gå i luften med kort varsel, som en del af NATO's beredskab under Den kolde krig.
Fra efteråret 1962 til 1964 rokerede canadierne meget rundt på deres enheder, og Starfighteren var nu det toneangivende fly i Zweibrücken. I denne periode etablerede de canadiske styrker gode forbindelser med det lokale tyske samfund. Det skete blandt andet igennem deres ishockeyhold "RCAF Flyers Europe" (nu Kaltstart Flyers), der inviterede de lokale til at komme og lære at spille ishockey.
27. august 1969 var det slut med canadisk tilstedeværelse på RCAF Station Zweibrücken. Royal Canadian Air Force var blevet nedlagt og lagt ind under Canadian Forces. US Air Force overtog kontrollen med basen.

### USA (1969-1991)
Da USA overtog kommandoen i 1969 blev basens nye navn Zweibrücken Air Base.
Samtidig begyndte de en større udvidelse og opgradering af området. Der blev blandt andet bygget bo-faciliteter til det udvidede personel. USAFE gjorde den ligeledes til satellitbase for den store Ramstein Air Base der ligger 40 km fra Zweibrücken.

#### 86th Tactical Fighter Wing (1970-1973)
"86th Tactical Fighter Wing" var den amerikanske enhed der først flyttede ind. Det skete 1. november 1969 og 12. januar 1970 kom deres 18 F-4 Phantom II jagerfly til basen. Disse fly blev overflyttet fra den britiske base RAF Upper Heyford. Fra 1971 til 1973 var også "81st Fighter Squadron" placeret her med deres Phantom-fly, indtil de blev flyttet til Spangdahlem Air Base.

#### 26th Tactical Reconnaissance Wing (1973-1991)
Den 31. januar flyttede "86th Tactical Fighter Wing" til Ramstein, og "26th Tactical Reconnaissance Wing" flyttede den modsatte vej. De medbragte deres tre eskadriller med C-130 Hercules-transportfly, Bell UH-1-helikoptere og F-4 Phantom II.
I perioden 1976/77 var der i kortere perioder udstationeret fly af typerne B-57 Canberra og Beechcraft King Air U21 Ute.
"26th TFC" var aktiv i Zweibrücken med Phantom-fly indtil 1978. Ammunitionsdepoterne var med tiden blevet utilsvarende, og kunne ikke længere opbevare bomberne til Phantom-flyene på en forsvarlig måde. Personellet fra den pågældende eskadrille blev flyttet til Ramstein Air Base, imens flyene blev fordelt på andre baser i USA og England. De ældste af dem blev fløjet til Aerospace Maintenance and Regeneration Group i Tucson hvor de endte deres dage. Ledelsen af "26th Tactical Reconnaissance Wing" blev på basen. Den 20. november 1978 forlod det sidste udstationerede F-4 Phantom II fly basen i denne omgang.
10. august 1987 blev der igen udstationeret Phantom-fly på basen. Fra 1978 til 1987 havde der kun i kortere perioder været besøg af flyene. Efter at NATO og United States Air Forces in Europe rokerede om på deres eskadriller i Europa, besluttede de at deres eneste rekognosceringsfly skulle placeres i Zweibrücken. Indtil lukningen i 1991 udførte flyene forskellige opgaver for både NATO og USAFE, men også US Army in Europe (USAREUR) benyttede eskadrillen.

#### Military Airlift Command (1983- )
Den 9. november 1983 flyttede 10th Military Airlift Squadron (MAS) ind. Denne lufttransporteskadrille benyttede det lille fragtfly C-23 Sherpa. Flyet var beregnet til hurtige leveringer af luftfragt, når de amerikanske militære enheder rundt i Europa manglede alt fra ammunition til bilreservedele.

#### 609th Contingency Hospital (1985-1991)
I 1985 blev en anden rolle føjet til flyvestationen. Den 15. oktober 1984 besluttede United States Air Forces in Europe at 609th Contingency Hospital skulle oprettes. Missionen var at stå klar med et fuldt operationsdygtigt hospital. Dette var beregnet til at rykke ud i krigsområder, hvis behovet skulle opstå. Hospitalet blev første gang aktiveret i januar 1991 under Operation Desert Storm. Personale og udstyr blev ikke sendt til krigsområdet, men derimod opstillet udenfor flyvestationens område. Fra januar til marts 1991 behandlede de ofre for bl.a. angrebene med scud-missilerne mod Saudi-Arabien. De patienter der blev behandlet i Zweibrücken var alle på vej til USA. Men på grund af deres alvorlige tilstand måtte de mellemlande og stabiliseres i Tyskland, inden den sidste del af turen kunne gennemføres.

#### Militær lukning
Efter Berlinmurens fald og afslutningen af Den kolde krig blev de militære aktiviteter på basen neddroslet. Phantom-flyene havde store omkostninger til vedligeholdelse, og man valgte at udfase flyene fra Zweibrücken. Den 31. juli 1991 forlod det sidste udstationerede fly Zweibrücken Air Base, og området blev overgivet til kommunen.

## Civilt brug fra 1991
Flere flyselskaber og rejsearrangører har regelmæssige charterafgange fra Zweibrücken til destinationer omkring Middelhavet.

### Passagertal
| År   | Passagertal | Luftfragt (t) | Flyvninger |
| ---- | ----------- | ------------- | ---------- |
| 2010 | 264.247     | 385,0         | 15.945     |
| 2009 | 338.219     | 85,6          | 20.846     |
| 2008 | 327.012     | 176,6         | 25.459     |
| 2007 | 287.251     | 506,6         | ca. 26.700 |